# Grönlandi farkas
A grönlandi farkas (Canis lupus orion), a farkas (Canis lupus) grönlandi alfaja.
Valószínűleg kihalt.
Egyes feltételezések szerint külön faj, de erre nincs bizonyíték.
Mások szerint a sarki farkas (a C.l. arctos) Grönlandon élő populációja.